# Samut Prakan (stad)
Samut Prakan, thailändska: สมุทรปราการ, lyssna (fil), tidigare benämnd Pak Nam är Thailands näst största stad. Den är huvudstad i provinsen med samma namn. Samut Prakan ligger vid den thailändska huvudstaden Bangkok sydöstra gräns längs floden Chao Phraya.

## Historia
På 1600-talet låg Samut Prakan ända vid Thailandvikens strand och den kontrollerade båttrafiken på floden Chao Phraya. År 1767 förstördes staden av burmeserna.

## Näringsliv
Samut Prakans närhet till Bangkok innebär att de flesta är pendlare. Thailändska flottans örlogsskolor är sedan år 1952 belägen i staden. På landsbygden finns ris- och fruktodlingar.

## Sevärdheter
- Mueang Boran, på engelska Ancient City ungefär fornstaden, är ett friluftsmuseum med historiska byggnader i full skala.
- Erawanmuseet är beläget inuti en stor skulptur som föreställe, Erawan, en trehövdad elefant som är en del av thailändsk mytologi. I museet finns den thailändska miljonären Lek Viriyaphants, (1914 - 2000), samlingar av religiösa och forntida artefakter.
- Krokodilfarm med 100 000 krokodiler av olika arter och bland annat med världens största krokodil som är drygt 6 meter lång och väger 1 200 kg.